# Филатов, Пётр Михайлович
Пётр Миха́йлович Фила́тов (18 августа 1893 года — 14 июля 1941 года) — советский военачальник, в начальный период Великой Отечественной войны командующий 13-й армией, генерал-лейтенант (1940).

## Биография
Пётр Михайлович Филатов родился 18 августа 1893 года во Ржеве. Русский.

## Первая мировая война
В Русской императорской армии с 1914 года. Воевал в Первой мировой войне рядовым, затем был произведён в младшие унтер-офицеры. В 1917 году окончил Душетскую школу прапорщиков, после чего опять воевал младшим офицером и командиром роты.
Последний чин в русской армии — подпоручик.

## Служба в Красной Армии
В Красной Армии с 1918 года. Участник Гражданской войны. С 1918 года воевал помощником командира 145-го стрелкового полка, с 1919 года — командиром 147-го стрелкового полка. С июля 1920 — командир 51-й стрелковой бригады, с августа 1921 — командир 50-й стрелковой бригады. За подвиги на фронтах Гражданской войны был награждён двумя орденами Красного Знамени, что было по тем временам уникальным случаем (таких дважды кавалеров в РККА было менее 100 человек).
В 1922 году окончил Высшие академические курсы Красной Армии. с августа 1922 года — помощник командира 17-й стрелковой дивизии, которая дислоцировалось в Нижнем Новгороде. С октября 1923 по сентябрь 1924 года временно исполнял должность командира этой дивизии, пока её командир Г. П. Софронов учился в Военной академии РККА, затем вновь служил помощником командира. С ноября 1925 — командир 26-й Златоустовской стрелковой дивизии. 
В 1928 году окончил Курсы усовершенствования высшего комсостава при Военной академии РККА имени М. В. Фрунзе. С 1927 по 1935 годы — начальник Владивостокской пехотной школы имени Коминтерна. В 1936 году окончил Особый факультет Военной академии РККА имени М. В. Фрунзе

Конец лета 1927 года. Командование и военно-политический состав ВПШ. 2 ряд (сидят) слева шестой, (с двумя орденами БКЗ) начальник школы — Филатов, Пётр Михайлович

С августа 1936 года — командир 27-й стрелковой дивизии Белорусского военного округа (штаб в Витебске). С сентября 1937 года — командир 15-го стрелкового корпуса Киевского военного округа. С июня 1938 года — заместитель командующего Особой Краснознамённой Дальневосточной армии, участвовал с событиях на озере Хасан. С сентября 1938 года — заместитель командующего 1-й Отдельной Краснознаменной армией, с июня 1940 года — заместитель командующего войсками Дальневосточного фронта.
В мае 1941 года назначен командующим 13-й армией Западного Особого военного округа.

### Великая Отечественная война

Могила Филатова на Новодевичьем кладбище Москвы.

В начале Великой Отечественной войны 13-я армия генерал-лейтенанта Филатова вела тяжёлые оборонительные бои на минском направлении в ходе Белостокско-Минском сражении. После окружения Минска Филатов сумел сохранить боеспособность армии и вывести большую её часть на новый оборонительный рубеж: Борисов — Смолевичи — река Птичь.
8 июля в районе Могилёва во время налёта немецкой авиации командарм был тяжело ранен и эвакуирован в московский госпиталь. Скончался от полученных ран 14 июля 1941 года в Московской больнице имени С. П. Боткина. Похоронен на Новодевичьем кладбище.

## Воинские звания
- комбриг (17.02.1936)
- комдив (17.02.1938)
- комкор (14.06.1938)
- генерал-лейтенант (4.06.1940)

## Награды
- 2 ордена Красного Знамени (18.12.1920, 27.05.1921)
- орден Красной Звезды (22.02.1938)
- орден Отечественной войны 1-й степени (6.05.1965, посмертно)[2]
- юбилейная медаль «XX лет Рабоче-Крестьянской Красной Армии» (22.08.1938)